# Pieter Brueghel stariji
Pieter Brueghel stariji ( 1525. – 1569.) bio je flamanski renesansni slikar poznat po svojim slikama krajolika i seljačkih prizora. 

## Karijera
Spominje se da je Brueghel rođen u Bredi u Nizozemskoj, no nije sa sigurnošću utvrđeno radi li se o nizozemskoj Bredi ili o belgijskom gradu Breeu, koji se na latinskom nazivao Breda. Oba grada su u to vrijeme pripadali habsburškoj južnoj Holandiji.
Nakon 1559.godine je ispustio slovo «h» iz prezimena te se nadalje na radovima potpisivao s «Bruegel».
Naukovao je kod Pieter Coecke van Aelsta, čija kćerka Mayke je kasnije postala Brueghelova žena. Godine 1551. primljen je u zvanju majstora u slikarski ceh u Antwerpenu. O njegovoj slikarskoj obuci se jako malo zna, ali se zna da je odmah nakon što je postao članom slikarskog ceha u Antwerpenu proveo neko vrijeme u Bologni i Rimu. U Rimu je između ostalog proučavao Michelangelove slike u Sikstinskoj kapeli, te se sprijateljio s hrvatskim minijaturistom Julijem Klovićem, kod kojega je i boravio, te s njegovim učenikom El Grecom.
Nakon nepune dvije godine vratio se u Antwerpen gdje je od 1554. do 1563. godine imao radionicu, koju je potom preselio u Bruxelles, gdje je i umro 1569. godine. Tamo je njegov stil lijepo naslikanih komopozicija koje odražavaju suvremene društvene, političke i vjerske prilike, jako cijenili ondašnji učenjaci, trgovci i bankari. Bruegel je obilazio seoske sajmove na kojima je skicirao seosko pučanstvo koje je postalo njegovom opsesijom i koje je uklapao u svjetovne, ali i vjerske slike. Bruegel ih je prikazivao tako živima i simpatičnima usprkos očitim manama, da je dobio nadimak „Seljak Bruegel“.
Bio je otac Pietera Brueghela mlađeg i Jana Brueghela starijeg, koji su obojica postali slikari. No s obzirom na to da je Brueghel umro dok su dječaci bili vrlo mladi, nijednoga nije osobno podučavao slikarstvu.

## Stil i ostavština
Na Pietera Brueghela starijieg je snažno utjecalo slikarstvo Hieronymusa Boscha koji je preminuo gotovo pola stoljeća ranije. Nakon prvih početaka i kopiranja Boschovog stila, Bruegel je nastavio u originalnom stilu slikajući velike mase ljudi u etičkim i satiričkim kompozicijama. Njegove slike su vrlo često alegorije kojima kroz humoristične parabole prikazuje ljudske slabosti i mane.
Brueghel se specijalizirao za slikanje krajolika i osobito scena sa seljacima, koje je slikao jednostavnijim stilom nego je bio onaj tadašnjega talijanskog slikarstva. Ljude je prikazivao ne kao jedinstvene osobe nego kao dobro proučene tipove, a njihova univerzalnost ih čini i danas aktualnima. Bruegel je obilazio seoska sajmišta na kojima je skicirao seosko pučanstvo koje je postalo njegovom opsesijom i koje je uklapao u svjetovne, ali i vjerske prizore. Bruegel ih je prikazivao tako živima i simpatičnima, usprkos njihovim očitim manama, da je dobio nadimak „Seljak Bruegel“. Taj nadimak ga razlikuje od ostalih pripadnika brojgelovske umjetničke loze.
Brueghela se često smatra prvim zapadnjačkim umjetnikom koji je slikao samostalne krajolike, umjesto kao pozadinske podloge za religijske alegorije. 
Njegovi zimski krajolici iz 1565. godine pružaju jasan dokaz o oštrim zimama tijekom tadašnjega „malog ledenog doba”.

## Obiteljsko stablo
|                       |                       |                       |                       | Pieter Brueghel stariji |                       |  |  |                      |                      |                      |                      |                      |                      |  |  |  |  |  |  |  |  |  |  |  |  |  |  |
|                       |                       |                       |                       |                         |                       |  |  |                      |                      |                      |                      |                      |                      |  |  |  |  |  |  |  |  |  |  |  |  |  |  |
|                       |                       |                       |                       |                         |                       |  |  |                      |                      |                      |                      |                      |                      |  |  |  |  |  |  |  |  |  |  |  |  |  |  |
| Pieter Brueghel mlađi | Pieter Brueghel mlađi | Pieter Brueghel mlađi | Pieter Brueghel mlađi | Pieter Brueghel mlađi   | Pieter Brueghel mlađi |  |  | Jan Brueghel stariji | Jan Brueghel stariji | Jan Brueghel stariji | Jan Brueghel stariji | Jan Brueghel stariji | Jan Brueghel stariji |  |  |  |  |  |  |  |  |  |  |  |  |  |  |
| Pieter Brueghel mlađi | Pieter Brueghel mlađi | Pieter Brueghel mlađi | Pieter Brueghel mlađi | Pieter Brueghel mlađi   | Pieter Brueghel mlađi |  |  | Jan Brueghel stariji | Jan Brueghel stariji | Jan Brueghel stariji | Jan Brueghel stariji | Jan Brueghel stariji | Jan Brueghel stariji |  |  |  |  |  |  |  |  |  |  |  |  |  |  |
|                       |                       |                       |                       |                         |                       |  |  | Jan Brueghel mlađi   |                      |                      |                      |                      |                      |  |  |  |  |  |  |  |  |  |  |  |  |  |  |
|                       |                       |                       |                       |                         |                       |  |  |                      |                      |                      |                      |                      |                      |  |  |  |  |  |  |  |  |  |  |  |  |  |  |
|                       |                       |                       |                       |                         |                       |  |  | Abraham Brueghel     |                      |                      |                      |                      |                      |  |  |  |  |  |  |  |  |  |  |  |  |  |  |

## Djela
Danas postoji 45 autentičnih slika Brueghela, od kojih se jedna trećina nalazi u Kunsthistorisches Museumu u Beču. Jedan dio njegovih slika je izgubljen.
Velik broj crteža i grafika također je danas poznato.
| - Krajolik s Kristom i Apostolima na Tiberijskom moru, 1553. - Velika riba jede malu ribu, 1556. - Magarac u školi, 1556. - Parabola o sijaču, 1557. - Krajolik s Ikarovim padom, 1558. - Nizozemske poslovice, 1559. - Svađa Karnevala i Korizme, 1559. - Bitka u Napuljskom zaljevu, 1560. - Portret stare žene, 1560. - Dječje igre, 1560. - Saul, 1562. - Dva mala majmuna, 1562. - Trijumf smrti, 1562. - Pad pobunjenih anđela, 1562. - Luda Greta, 1562. | - Kula Babilonska, 1563. - Bijeg u Egipat, 1563. - «Mala» kula Babilonska, 1563. - Smrt Djevice, 1564. - Uspon na Kalvariju (Brueghel), 1564. - Poklonstvo kraljeva, 1564. - Lovci u snijegu ili „Prosinac - Siječanj”, 1565. (Ciklus "Mjeseci" od 6 ili 12 slika, iz "Knjige sati", od kojih je 5 sačuvano) - Tmurni dan, (Veljača - Ožujak), 1565. (Ciklus "Mjeseci") - Plodovi rada, (Kolovoz - Rujan), 1565. (Ciklus "Mjeseci") - Povratak stada (Listopad - Studeni), 1565. (Ciklus "Mjeseci") - Zimski krajolik sa zamkom za ptice, 1565. (Ciklus "Mjeseci") - Kleveta Appelesa, 1565. - Pokolj nevinih, 1565. - Slikar i kritičar, 1565. | - Propovijed Ivana Krstitelja, 1566. - Popisivanje stanovništva u Betlehemu, 1566. - Svadbeni ples, 1566. - Preobraćenje Pavlovo, 1567. - Zemlja mlijeka i meda, 1567. - Svraka na vješalima, 1568. - Mizantrop, 1568. - Slijepac vodi slijepca, 1568. - Seosko vjenčanje, 1568. - Seljački ples, 1568. - Prosjaci, 1568. - Seljak i pljačkaš gnijezda, 1568. - Tri vojnika, 1568. - Oluja na moru, nedovršeno djelo, vjerojatno posljednja slika P.Brueghela |

## Vanjske poveznice
- Životopis
- Pieter Bruegel stariji u Olga's Galeriji
- Pieter Bruegel stariji u Svjetskoj povijesti umjetnosti  Arhivirana inačica izvorne stranice od 10. ožujka 2008. (Wayback Machine)
- Fine Art Wallpapers Brueghelove slike visoke razlučivosti